# Rally de Polonia de 2015
El Rally de Polonia de 2015, oficialmente 72nd Lotos Rally Poland, fue la septuagésima segunda edición y la séptima ronda de la temporada 2015 del Campeonato Mundial de Rally. Se celebró del 2 al 5 de julio y contó con un itinerario de 19 tramos sobre tierra que sumaron un total de 313.53 km cronometrados. Fue también la séptima ronda de los campeonatos WRC 2 y WRC 3.
Sébastien Ogier se quedó con la victoria con un tiempo de 2:26:11.5 dejando por detrás a Mikkelsen a 11.9s y a Tänak a 23.0s.

## Itinerario
| Día        | Tramo             | Nombre                   | Distancia                        | Ganador de la etapa               | Tiempo          | Vel. Pro.   | Líder de la general              |
| ---------- | ----------------- | ------------------------ | -------------------------------- | --------------------------------- | --------------- | ----------- | -------------------------------- |
| 2 de julio | SS1               | Mikołajki Arena 1        | 2.50 km                          | Sébastien Ogier Julien Ingrassia  | 1:43.9          | 86.62 km/h  | Sébastien Ogier Julien Ingrassia |
| 3 de julio | SS2               | Górkło                   | 13.00 km                         | Andreas Mikkelsen Ola Fløene      | 5:57.0          | 131.09 km/h | Andreas Mikkelsen Ola Fløene     |
| 3 de julio | SS3               | Gołdap 1                 | 14.75 km                         | Ott Tänak Raigo Mõlder            | 7:38.1          | 115.91 km/h | Ott Tänak Raigo Mõlder           |
| 3 de julio | SS4               | Babki 1                  | 14.65 km                         | Ott Tänak Raigo Mõlder            | 7:11.4          | 122.25 km/h | Ott Tänak Raigo Mõlder           |
| 3 de julio | SS5               | Stańczyki 1              | 39.12 km                         | Ott Tänak Raigo Mõlder            | 19:27.3         | 120.65 km/h | Ott Tänak Raigo Mõlder           |
| 3 de julio | SS6               | Babki 2                  | 14.65 km                         | Sébastien Ogier Julien Ingrassia  | 7:01.4          | 125.15 km/h | Ott Tänak Raigo Mõlder           |
| 3 de julio | SS7               | Stańczyki 2              | 39.12 km                         | Sébastien Ogier Julien Ingrassia  | 18:58.0         | 123.75 km/h | Sébastien Ogier Julien Ingrassia |
| 3 de julio | SS8               | Gołdap 2                 | 14.75 km                         | Jari-Matti Latvala Miikka Anttila | 7:36.2          | 116.40 km/h | Sébastien Ogier Julien Ingrassia |
| 3 de julio | SS9               | Mikołajki Arena 2        | 2.50 km                          | Martin Prokop Jan Tománek         | 1:46.4          | 84.59 km/h  | Sébastien Ogier Julien Ingrassia |
| 4 de julio |                   |                          |                                  |                                   |                 |             | Sébastien Ogier Julien Ingrassia |
| SS10       | Mazury 1          | 17.70 km                 | Sébastien Ogier Julien Ingrassia | 8:54.9                            | 119.13 km/h     |             | Sébastien Ogier Julien Ingrassia |
| SS11       | Wieliczki 1       | 12.87 km                 | Ott Tänak Raigo Mõlder           | 6:07.7                            | 126.00 km/h     |             | Sébastien Ogier Julien Ingrassia |
| SS12       | Świętajno 1       | 21.25 km                 | Ott Tänak Raigo Mõlder           | 10:24.8                           | 122.44 km/h     |             | Sébastien Ogier Julien Ingrassia |
| SS13       | Paprotki          | 23.15 km                 | Sébastien Ogier Julien Ingrassia | 11:11.7                           | 124.07 km/h     |             | Sébastien Ogier Julien Ingrassia |
| SS14       | Mazury 2          | 17.70 km                 | Etapa Cancelada                  | Etapa Cancelada                   | Etapa Cancelada |             | Sébastien Ogier Julien Ingrassia |
| SS15       | Wieliczki 2       | 12.87 km                 | Andreas Mikkelsen Ola Fløene     | 6:01.6                            | 128.13 km/h     |             | Sébastien Ogier Julien Ingrassia |
| SS16       | Świętajno 2       | 21.25 km                 | Ott Tänak Raigo Mõlder           | 10:05.2                           | 126.40 km/h     |             | Sébastien Ogier Julien Ingrassia |
| SS17       | Mikołajki Arena 3 | 2.50 km                  | Sébastien Ogier Julien Ingrassia | 1:45.2                            | 85.55 km/h      |             | Sébastien Ogier Julien Ingrassia |
| 5 de julio | SS18              | Baranowo 1               | 14.60 km                         | Sébastien Ogier Julien Ingrassia  | 6:56.3          | 126.26 km/h | Sébastien Ogier Julien Ingrassia |
| 5 de julio | SS19              | Baranowo 2 (Power stage) | 14.60 km                         | Sébastien Ogier Julien Ingrassia  | 6:52.0          | 127.57 km/h | Sébastien Ogier Julien Ingrassia |

### Power Stage
El power stage al igual que en las anteriores carreras fue la última etapa del rally y tuvo un recorrido total de 14.60 km.
| Pos. | Piloto            | Automóvil             | Tiempo | Diferencia | Puntos |
| ---- | ----------------- | --------------------- | ------ | ---------- | ------ |
| 1    | Sébastien Ogier   | Volkswagen Polo R WRC | 6:52.0 | 0.0        | 3      |
| 2    | Ott Tänak         | Ford Fiesta RS WRC    | 6:52.1 | +0.1       | 2      |
| 3    | Andreas Mikkelsen | Volkswagen Polo R WRC | 6:55.8 | +3.8       | 1      |

## Clasificación final
| #        | Piloto              | Copiloto           | Automóvil             | Tiempo     | Diferencia | Puntos |     |
| WRC      | WRC                 | WRC                | WRC                   | WRC        | WRC        | WRC    | WRC |
| -------- | ------------------- | ------------------ | --------------------- | ---------- | ---------- | ------ | --- |
| 1        | Sébastien Ogier     | Julien Ingrassia   | Volkswagen Polo R WRC | 2:26:11.5  | -          | 25     |     |
| 2        | Andreas Mikkelsen   | Ola Floene         | Volkswagen Polo R WRC | 2:26:23.4  | + 11.9     | 18     |     |
| 3        | Ott Tänak           | Raigo Molder       | Ford Fiesta RS WRC    | 2:26:34.5  | + 23.0     | 15     |     |
| 4        | Hayden Paddon       | John Kennard       | Hyundai i20 WRC       | 2:27:26.1  | + 1:14.6   | 12     |     |
| 5        | Jari-Matti Latvala  | Miikka Anttila     | Volkswagen Polo R WRC | 2:27:36.2  | + 1:24.7   | 10     |     |
| 6        | Thierry Neuville    | Nicolas Gilsoul    | Hyundai i20 WRC       | 2:27:56.0  | + 1:44.5   | 8      |     |
| 7        | Kris Meeke          | Paul Nagle         | Citroën DS3 WRC       | 2:28.09.2  | + 1:57.7   | 6      |     |
| 8        | Robert Kubica       | Maciej Szczepaniak | Ford Fiesta RS WRC    | 2:28:19.8  | + 2:08.3   | 4      |     |
| 9        | Mads Østberg        | Jonas Andersson    | Citroën DS3 WRC       | 2:28:29.7  | + 2:18.2   | 2      |     |
| 10       | Daniel Sordo        | Marc Martí         | Hyundai i20 WRC       | 2:28:59.9  | + 2:48.4   | 1      |     |
| WRC 2    |                     |                    |                       |            |            |        |     |
| 1. (12)  | Esapekka Lappi      | Jane Ferm          | Škoda Fabia R5        | 2:32:02.6  | -          | 25     |     |
| 2. (13)  | Pontus Tidemand     | Emil Axelsson      | Škoda Fabia R5        | 2:32:58.7  | + 56.1     | 18     |     |
| 3. (14)  | Karl Kruuda         | Martin Järveoja    | Citroën DS3 R5        | 2:34:07.9  | + 2:05.3   | 15     |     |
| 4. (17)  | Jari Ketomaa        | Kay Lindström      | Ford Fiesta R5        | 2:36:56.7  | + 4:54.1   | 12     |     |
| 5. (18)  | Armin Kremer        | Pirmin Winkelhöfer | Škoda Fabia R5        | 2:37:14.5  | + 5:11.9   | 10     |     |
| 6. (19)  | Teemu Suninen       | Mikko Markkula     | Škoda Fabia S2000     | 2:37:28.2  | + 5:25.6   | 8      |     |
| 7. (20)  | Nicolás Fuchs       | Fernando Mussano   | Ford Fiesta R5        | 2:38:41.0  | +6:38.4    | 6      |     |
| 8. (21)  | Jean Maurin         | Nicolas Klinger    | Ford Fiesta RRC       | 2:39:07.3  | +7:04.7    | 4      |     |
| 9. (22)  | Sander Pärn         | James Morgan       | Ford Fiesta R5        | 2:39:41.1  | +7:38.5    | 2      |     |
| 10. (24) | Krzysztof Hołowczyc | Łukasz Kurzeja     | Ford Fiesta R5        | 2:44:00.7  | +11:58.1   | 1      |     |
| WRC 3    |                     |                    |                       |            |            |        |     |
| 1. (26)  | Simone Tempestini   | Matteo Chiarcossi  | Citroën DS3 R3T Max   | 2:47:32.3  | -          | 25     |     |
| 2. (27)  | Osian Pryce         | Dale Furniss       | Citroën DS3 R3T Max   | 2:48:20.2  | +47.9      | 18     |     |
| 3. (28)  | Henri Haapamäki     | Marko Saminen      | Citroën DS3 R3T Max   | 2:49:14.5  | +1:42.2    | 15     |     |
| 4. (34)  | Matthieu Margaillan | Fabrice Gordon     | Citroën DS3 R3T Max   | 2:51:48.4  | +4:16.1    | 12     |     |
| 5. (36)  | Fabio Andolfi       | Simone Scattolin   | Peugeot 208 VTi R2    | 2:52:26.5  | +4:54.2    | 10     |     |
| 6. (39)  | Terry Folb          | Franck Le Floch    | Citroën DS3 R3T Max   | 22:55:06.0 | +7:33.7    | 8      |     |
| 7. (42)  | Damiano De Tommaso  | Massimiliano Bosi  | Peugeot 208 VTi R2    | 2:56:11.5  | +8:39.2    | 6      |     |
| 8. (44)  | Federico Della Casa | Domenico Pozzi     | Citroën DS3 R3T Max   | 2:57:39.3  | +10:07.0   | 4      |     |
| 9. (48)  | Mohamed Al-Mutawaa  | Stephen McAuley    | Citroën DS3 R3T Max   | 3:05:19.5  | +17:47.2   | 2      |     |
| 10. (50) | Andrea Crugnola     | Michele Ferrara    | Renault Clio RS R3T   | 3:13:32.0  | +25:59.7   | 1      |     |